# Літературно-меморіальний музей Леся Мартовича
Літературно-меморіальний музей Леся Мартовича — музей у селі Торговиця Городенківського району Івано-Франківської області.

## Короткий опис
Літературно-меморіальний музей Леся Мартовича засновано 12 лютого 1971 року з нагоди 100-річчя від дня народження українського письменника-сатирика. Організатором створення експозицій музею був український історик і діяч культури Михайло Паньків.
Експозиція музею, розміщена в п'яти залах, висвітлює життя і творчість письменника, його громадську діяльність, вшанування пам'яті. Серед експонатів — документи, фотографії, листи, видання творів Леся Мартовича, подарунки музеєві. В експозиції представлено макети хати, в якій народився письменник, селянський одяг його батьків. Численні фотографії, особисті речі родичів письменника, спогади односельців розповідають про дитинство Леся Мартовича. Експонується матрикул Л. Мартовича, виданий Віденським університетом, де в 1902 році навчався письменник.
У хаті письменника відкрито меморіальну експозицію. Біля будинку музею встановлено погруддя Леся Мартовича.

## Практична інформація
с. Торговиця, Городенківський район, 78161